# Correggio
Antonio Allegri Correggio, kaldet Correggio (ca. 1494 i Correggio i Reggio Emilia – 1534) var en italiensk maler.
Man  ved ikke meget om Correggios liv; desto ivrigere har legenden søgt at  udfylde de tomme rum i den navnkundige malers levned, lige til  fortællingen om, at han, ynkelig og fattig, halvvejs slæbte sig til døde  med en sæk kobbermønter på ryggen, hans surt erhvervede penge for et maleri i Parma, jævnfør Oehlenschlägers Correggio.  
Han har vist hovedsagelig, venligsindet og velset, levet et stille,  arbejdsomt liv i sin by og sin begrænsede landsdel; fra provinsafkrogen  nåede hans ry så langsomt til yderverdenen, at han selv var borte, hans  livskår halvt glemte, før man ret fik øje for hans storhed. men hjemme i  Correggio har han levet i befrugtende åndskultur. Han var nær knyttet  til fyrstinden af Correggio, Veronica Gambara, en berømt digterinde, der samlede et hof af humanister og digtere om sig; hendes nære forhold til markgrevinde Isabella d’Este i Mantua har sikkert nok tidlig ført ham til denne by, og senere har han i alt fald udført arbejder, Danae og Leda, for Federico II Gonzaga af Mantua. 
I Parma  fandt han et rigt virkefelt; her skabte han sine største mesterværker.  Men han forlod denne by ca. 1530, der siges ilde til mode ved det  småborgerlige syn på og den bristende forståelse af hans dristige,  geniale gennembrudskunst i domkirken i Parma. Sine sidste år tilbragte han i sin fødeby, som det synes under ret gode økonomiske kår.

## Oplæring
Også med hensyn til hans lærere er man i det uvisse. En farbroder har været hans første lærer; der nævnes endvidere Francesco Bianchi-Ferrari og andre. Et studium af selve hans værker viser dog en anden udviklingslinje. Andrea Mantegnas  kunst har sat stærke spor, straks i typer og komposition, senere med  dens rumillusion; endvidere viser Correggios tidligere arbejder nært  forhold til den ferraresisk-bolognesiske skole, til Francia, Lorenzo Costa med hans yndefulde sensitive kunst og til Dosso Dossi,  de to sidstnævnte virkende en tid netop i Mantua. 
Man kan heller ikke  tænke sig Correggios kunst uden leonardosk befrugtning, "Correggio  fødtes af et smil af Leonardo da Vinci". En række ungdomsarbejder af Correggio viser disse hinanden krydsende indflydelser: Hellig familie, Maria med barnet, Barnets tilbedelse, Katharinas forlovelse, Maria med barnet Madonna med Frans af Assisi 1514-15 - et af Correggios berømte madonnabilleder i Dresdens galleri - og flere andre.  Correggio indoptager de fremmede elementer og smelter dem snart  suverænt om efter sit eget kunstneriske behov. 
I følgende værker, som  det nu forsvundne alterbillede for kirken i Albinea, 1517, kendt gennem  flere kopier, bl.a. i Brera i Milano, Hvile på flugten, Madonna fra Casalmaggiore og Madonna, Zingarella, sigøjnersken, træder de correggioske træk tydeligere frem; i Zingarella  ser vi allerede den fortrolig genremæssigt fremstilling af Madonna, og  overalt ser vi lyset drages ind med ikke blot som malerisk element til  aftoning af lokalfarverne, blødt formende og overgangsmildnende, men  også som lyrisk stemningsfaktor. 

### Parma
En egen plads i Correggios produktion  indtager de herlige fresker i nonneklostret San Paolo i Parma, 1518-20: Rummets hvælving malet som en løvhytte, i hvis åbne ovaler man ser Putto færdes med jagtredskaber, i lynetterne ved hvælvingens fod mytologiske scener i grisaille; over kaminen Diana på sin vogn, med hentydning til abbedissens  våben med de tre månesegl. Hvor stærkt prægede disse værker end er af  Correggios ånd, så har de dog i typer, fast formgivning og malerisk  karakter så meget tilfælles med Rafaels,  så man mener, Correggio må en tid have været i Rom. 
Fra 1520 var  Correggio sysselsat i Parma med udsmykningen af S. Giovannis  Evangelista; på apsis’ halvkuppel Kristus kroner Maria,  midtgruppen overført til biblioteket i Parma, det meste andet ødelagt  1587 ved kirkens ombygning, men hele kompositionen kopieret i den ny  apsis, i kirkens kuppel den svævende Kristus, omgivet af en krans af  apostle, der hviler på skyer -  det hele tænkt som en vision af evangelisten Johannes, der, ret  ubemærket, er fremstillet længere nede som olding; i sviklerne under  kuplen ses evangelisterne og kirkefædrene på skyerne, der bæres af  Putti. I dette værk med dets linjerytmik, de skønne, næsten rafaeliske  apostelfigurer (men vegere;, mindre værdige end Rafaels skikkelser,  siddende salige, i graciøs nonchalance på skyerne), med dets fortrinlige  mesteren af alle de mange bevægelsesmotiver har Correggio med stor  virtuositet benyttet forkortninger, men dog endnu ikke med fuld  konsekvens gennemført en rumilluderende kunst; med fremstillingen af  kuplen som det lysåbne rum uden arkitektoniske led brød han ny baner for  kunsten.

## Domkirken i Parma
I den mægtige freske i domkirken i Parma, 1526-30,  gik han videre. I kuplen malede han Marias himmelfart. Hele sceneriet  er tænkt set nede fra beskuerens standpunkt, og derfor i stærkeste  forkortning af figurerne. Ført af en engleskare i heftig bevægelse  stiger Maria frem på skyerne, en engel flyver hende i møde; paradisets  hellige ses i kreds udenom, hvilende på skymasser; længere ned ved  kuplens tambour holder skønne, nøgne himmelske ynglinge og jomfruer ilden ved lige i kandelabre;  foran disse skikkelser ses apostlene i heftig bevægelse, med opadrettet  blik, henrykte over synet, og så fremdeles et virvar af skikkelser og  bevægelser, der i hovedsceneriet næsten bliver til en uløselig knude,  hvorfra ben og arme under de dristigste forkortninger stikker frem (med  udtrykket "en ragout af frøer" gav en samtidig det forløsende ord for  mange), men en mægtig lysets apoteose,  og et genialt værk ved dets lyriske sving og ved magten til at tumle  med og beherske tegningens vanskeligheder. Correggio havde her drevet  sit maleriske syn op til den højeste, men farlige, tinde, hvorfra det  let bar mod manierismens  forfald, som det viste sig i de talrige forsøg på efterligninger i de  følgende århundrede. 
I tiden kort før og under arbejderne i Parmas  domkirke malede Correggio an række af sine ejendommeligste og skønneste  staffelibilleder: Katharinas Forlovelse, et af Correggio oftere behandlet emne, Madonna della Cesta, hvor Kristus-barnet er så fortrinligt i dets ægte naivitet, Kristi lig begrædes, det lige så ypperligt malede Den hellige Placidus og Flavias Martyrium, lidt vammelt-sødligt i fremstillingen af dødens salighed og forløberen for de sentimentale martyrbilleder, det fine og følsomme Noli me tangere,  og flere andre. 

## Den senere  arbejdsperiode
Særlig karakteristiske for denne Correggios seneste  arbejdsperiode er en række berømte madonnabilleder. Højheden og alvoren  er unægtelig her gået af de hellige skikkelser, der bevæger sig ubundet,  frit og dristigt med salige miner og med varme blikke indbyrdes eller  fortroligt indbydende ud imod tilskueren; jordisk nære viser de hellige  sig for os, salig henrykte, følelsesstemte, sanseglødende,  gennemstrømmede af lyset i dets rige clairobscur. 
Denne gruppe Maria-billeder indledes af Madonna med San Sebastian; derefter følger Maria med skålen, Madonna della Scodella, Madonna med den hellige Hieronymus, kaldet Dagen, hvor særlig Magdalena er en skøn og følelsesfuld skikkelse; et af Correggios farveskønneste værker, Natten - Correggios populæreste arbejde - med Kristus-barnet som lyskilden og Madonna med den hellige Georg (Dresdens galleri: Gemäldegalerie Alte Meister), hvor den lidt frækt-lystige dionysiske smukke yngling med det halvnøgne legeme skal agere Johannes Døberen.

## Karakteristik
Der er erotisk ånd, glødende sanseligt væsen, men ungdomsfriskt og sundt, i Correggios religiøse kunst; dens skikkelser - lige fra de bitte Putti og de skønne ynglinge med de slanke, bløde legemer til de gamle - synes at leve et øjeblikkets lystliv. I Correggios hedensk-mytologiske  billeder kan det sensuelle liv svulme utvungent i høje bølger. Næppe  nogen anden maler har fremstillet jordisk elskovs lyst med så stor og  betagende magt og tillige så nær ind på dekorums anstandsgrænser som  Correggio. De fleste værker på dette område tilhører hans senere tid.  Han har bl.a. malet det skønt farvelysende Antiope, Amors Skole, Danae og Leda, der af Federigo af Mantua skænkedes til Karl V. der også erhvervede Correggios intimeste elskovsstykke Jupiter og Jo; endvidere de to temperabilleder, allegorierne Dyden og Lasten i Louvre. 
Efter århundredes panegyrik  er Correggios kunst i nutidens kritiske analyse gledet ned næsten i  ligegyldighed. Det er andre maleriske værdier, der har kurs, og også i  hans menneskefremstilling finder man, ikke helt med urette,  værdiforringende momenter (således i hans perspektiviske  forkortningsprincip, hvorefter han, selv i hovedfigurerne, ofte lader de  rent uvæsentlige legemspartier blive de fremherskende). Mange af hans  billeders nuværende dårlige forfatning kan også virke nedstemmende. Hans  betydning for senere kunst blev imidlertid overvældende, ikke alene for  skolen i Parma, Parmigianino, men langt ned gennem tiderne for rokokoen  osv., og hans kunst, der frem for nogen tager lyset til hjælp, maler i  lys og farve og med den fineste gratie giver de elastisk-bløde legemers bevægelser - børn, ynglinge og kvinder -  har ved sit lyse lyriske sving, sin mægtige kompositionsfantasi og sin  geniale maleriske kunnen skabt uforgængelige skønhedsværdier.